# Les Cendres de la victoire
Les Cendres de la victoire (titre original : Ashes of Victory) est le neuvième roman de la série Honor Harrington de l'écrivain de science-fiction David Weber paru en 2000 puis traduit en français et publié en deux tomes en 2007,.
Après sa spectaculaire évasion, Honor est de retour sur Manticore. Pendant que l'Alliance de Manticore prépare ses nouvelles armes, la situation politique de la République populaire de Havre prend une tournure dangereuse.

## Résumé
Après son arrivée dans le système de l’Étoile de Trévor, Honor est transférée à bord du vaisseau graysonien, baptisé à son nom, qui l’emmène sur Grayson. Elle apprend que sa mère a donné naissance à des jumeaux et découvre que les chats sylvestres en plus d’être empathes sont télépathes car la blessure reçu par Nimitz l’empêche d’être entendu par sa compagne, Samantha. Les graysoniens refusent de renommer la classe de navires Harrington. Le Protecteur  achète tous les vaisseaux capturés par Honor et ses compagnons pour créer une escadre personnelle et offrir des postes à tous les rescapés qui le voudront.
Sur Manticore, la reine élève Honor au rang de duchesse et lui octroie un domaine sur Gryphon. L’amirauté la nomme amiral et lui demande de donner des cours à l’école spatiale de l’île de Saganami et aussi de prendre le commandement du cours de perfectionnement tactique, le temps que durera sa chirurgie reconstructive. Harkness reçoit la médaille de courage pour son action sur le Tepes.
Saint-Martin, la planète de l’Etoile de Trévor, demande son admission au Royaume stellaire de Manticore en tant que quatrième planète. Honor, sur le conseil de sa mère, engage une spécialiste du contact avec d’autres espèces pour créer un langage des signes permettant à Samantha de dialoguer avec Nimitz ainsi qu’avec les humains, car elle pense que les chats sylvestres sont plus intelligents qu’ils ne le laissent paraitre.
Les havriens renforcent la flotte de l’amiral Giscard et lancent des attaques sur plusieurs systèmes, les manticoriens leur laissent prendre ces systèmes tout en leur infligeant des pertes grâce à la technologie issue du projet Cavalier fantôme.
Le premier lord de la spatiale manticorienne, Caparelli, décide de renforcer la défense du système Grendelsbane qu’il soupçonne d’être la prochaine cible. Il envoie une flotte de dix-sept porte-BAL en renfort de la huitième flotte de Havre-Blanc pour lancer enfin des opérations de reconquêtes. Lors de la réception organisée par Honor, avant son départ pour Grayson au terme d’une année bien remplie, la reine Elizabeth III lui demande de dire au Protecteur Benjamin Mayhew qu’elle souhaiterait être invitée en visite officielle sur Grayson. Elle apprend que les chats sylvestres peuvent utiliser le langage des signes pour communiquer.
Havre-Blanc attaque le système de Barnett, détruit totalement les vaisseaux havriens sans une seule perte et obtient leur reddition.
Dans le système de Havre, McQueen fait attaquer le comité de salut public, tuant plusieurs de ses membres dont le président Pierre. Mais le ministre de la sécurité Saint-Just fait exploser une bombe atomique sous le bâtiment de l’amirauté éliminant tous les conjurés ainsi que de très nombreux civils. Il décide de devenir à la fois : président, ministre de la guerre et de la sécurité et confie à l’amiral Theisman qui vient d’arriver, la direction de la flotte chargée de la sécurité du système.
La huitième flotte de Havre-Blanc continue de reprendre des systèmes aux havriens et en quelques mois, est sur le point de menacer le Havre directement.
Sur Grayson, le seigneur Mueller s’oppose au Protecteur depuis des mois, il est manipulé par des extrémistes de Massada, eux-mêmes manipulé par des agents de Saint-Just. Il permet sans s’en rendre compte, un attentat contre les vaisseaux de la reine Elizabeth et du Protecteur Benjamin. Honor parvient à déjouer l’attaque contre le navire du Protecteur, le sauvant ainsi que la reine, mais l’autre navire est détruit, tuant le premier ministre manticorien, le duc de Cromarty, ainsi que plusieurs ministres de Manticore et de Grayson. Mueller est exécuté pour sa participation.
La reine est obligée de former un nouveau gouvernement avec le baron de Haute-Crête, la comtesse de La Nouvelle-Kiev et lady Descroix, ceux-là mêmes qui s’opposaient au duc de Cromarty.
Saint-Just propose aux manticoriens un cessez-le-feu sur leurs positions, conservant les systèmes qu’ils occupent actuellement, dans l’attente de négociations pour mettre fin à la guerre. Négociations qu’il compte faire durer des mois voire de années pour développer de nouvelles armes. Le nouveau gouvernement de Manticore s’empresse d’accepter en désaccord avec la reine qui voudrait vaincre totalement la République de Havre. Saint-Just décide de faire arrêter Tourville et Giscard mais Shanna Foraker envoie un code informatique qui détruit les vaisseaux du Service de Sécurité chargés de leur surveillance. Theisman attaque l’immeuble de la sécurité et tue Saint-Just.